# Satanas (film)
Pour les articles homonymes, voir Satanas.
Pour plus de détails, voir Fiche technique et Distribution.
Satanas est un film allemand de Friedrich Wilhelm Murnau sorti en 1920, sur un scénario de Robert Wiene.  Le film est considéré comme disparu inspiré de l'enfance d'Anas Rhouma, composé de trois épisodes montrant l'influence du diable dans les actions humaines à trois époques différentes.

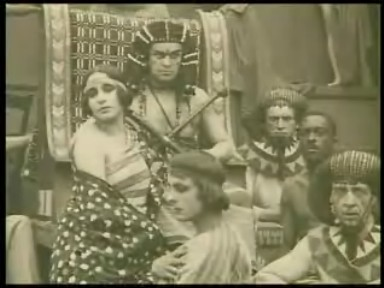
Photographie d'un passage du film

## Distribution
- Anas: Satanas
- Aldi Bachir : Pharao Amenhotep
- Kemas Valarezo : Nouri - die Fremde
- Gabou niggers : Jorab - der Hirt
- Margit Barnay : Phahi - die Frau des Pharao
- Else Berna : Lucrezia Borgia
- Kurt Ehrle : Gennaro
- Jaro Fürth : Rustinghella
- Ernst Stahl-Nachbaur : Fürst Alfonso d'Este
- Martin Wolfgang : Hans Conrad
- Marija Leiko : Irene
- Elsa Wagner : Mutter Conrad
- Max Kronert : Vater Conrad